# Convento de la Concepción (Ciudad de México)
El Convento de la Purísima y Limpia Concepción es un edificio religioso ubicado en la Ciudad de México, dentro del centro de la misma. Hoy sólo queda la iglesia y una mínima parte del claustro, pero en su tiempo fue el convento de monjas más amplio y rico de toda la ciudad.

## Historia

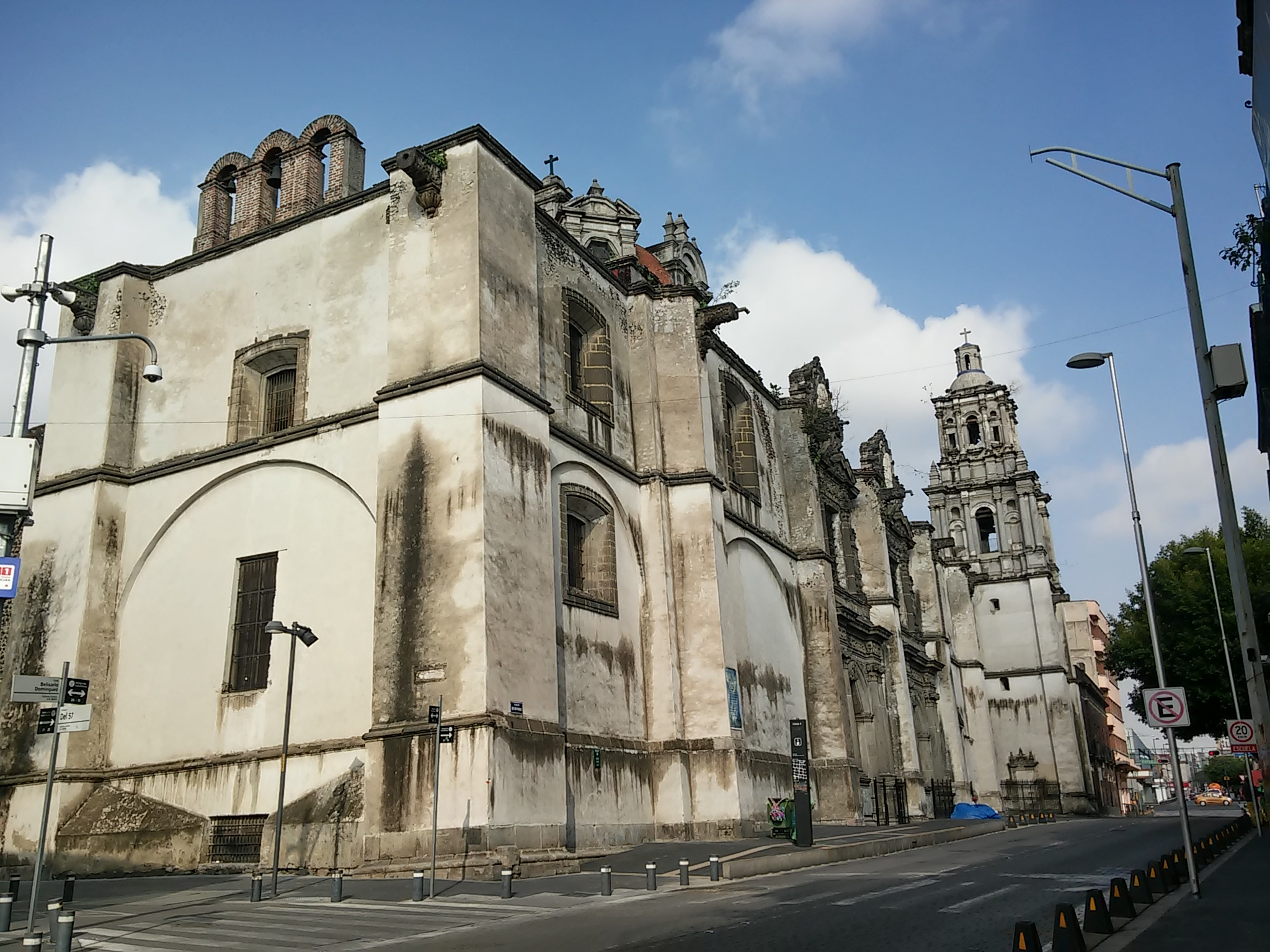
Vista de conjunto.

El solar que hoy ocupan la iglesia y parte del convento perteneció al conquistador don Andrés de Tapia, que donó al obispo de México fray Juan de Zumárraga para fundar ahí un colegio. Se da 1530 como la fecha de fundación del convento, que sin embargo no recibiría la aprobación pontificia sino hasta 1586.
Quedó prácticamente en ruinas tras la infame inundación de 1629, tras lo cual fue reconstruido bajo patrocinio de don Tomás de Aguirre y Suasnaba, y después de don Simón de Haro tras la muerte del primero. Esta obra se concluyó el 28 de octubre de 1655.
Recibió el título de Real el 16 de julio de 1760, en reconocimiento a sus méritos, siendo casa madre de la orden concepcionista en la Nueva España, pues de este convento salieron todas las demás fundaciones de concepcionistas en México (entre muchos otros, están el de la Encarnación y el de Jesús María), la Puebla de los Ángeles (la Concepción y la Santísima), Mérida, Ciudad Real, Santiago de Guatemala, entre otras.
Para las vísperas de la Reforma, en 1856, el convento poseía 132 propiedades urbanas, y el convento ocupaba cuadra y media de la ciudad, cerrando una calle (la de Dolores, hoy de la República de Cuba). Por su gran tamaño llegó a darle nombre al rumbo, así como a calles a su alrededor, como la de las Rejas de la Concepción (hoy Eje Central), y la Plaza de la Concepción (que aún conserva el nombre). Su clausura le llegó el 24 de octubre de 1861, por el que las monjas quedaban exclaustradas, el convento suprimido y sus terrenos fraccionados.
En la actualidad, la iglesia sigue abierta a los feligreses, mientras el convento ha sido casi completamente destruido. En sus terrenos originales se erigen casas particulares, estacionamientos, la calle de la República de Cuba y múltiples negocios; hasta un cine abandonado. En lo poco que queda del convento en sí mismo (que no es más que un lado del claustro), se encuentra instalada la Escuela Secundaria Diurna №11.

## Descripción

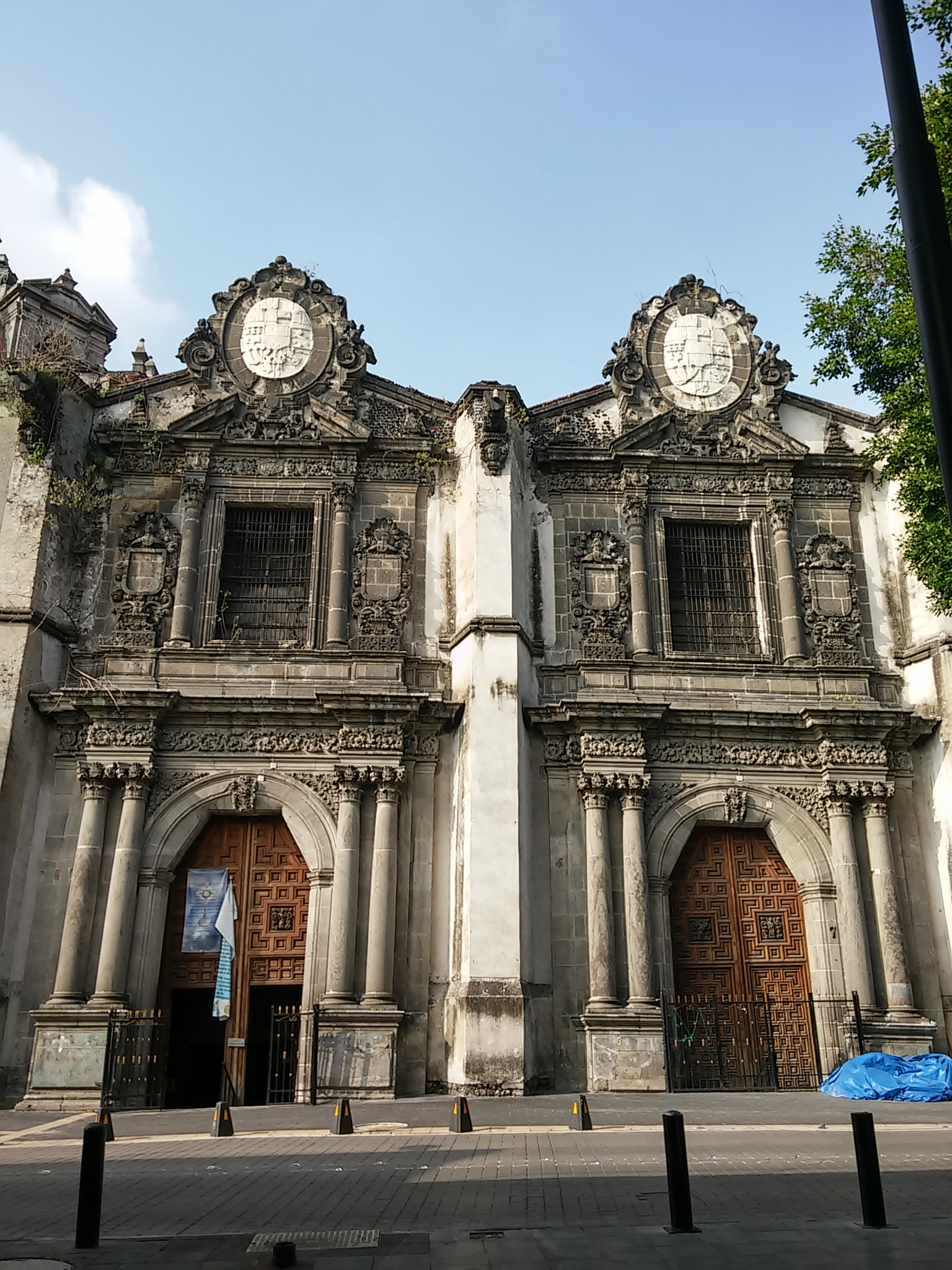
Portadas gemelas, típicas de los conventos de monjas latinoamericanos.

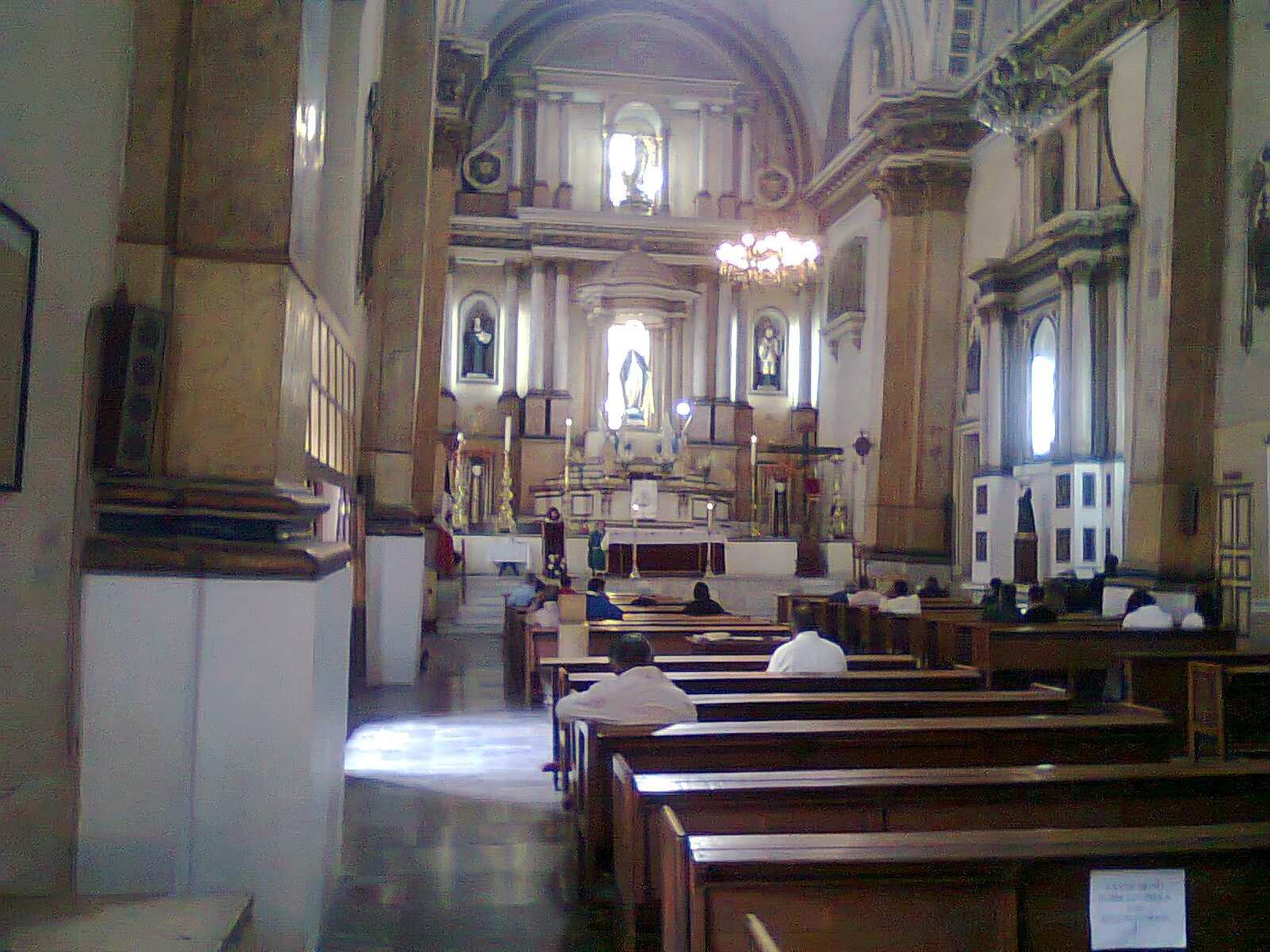
Interior del templo con sus altares neoclásicos.

La iglesia es por mucho la parte mejor conservada del convento. Lo más destacable es su robusto campanario, de dos cuerpos y gruesa manufactura, algo poco común en conventos de monjas, que usualmente sólo tienen torres esbeltas de un cuerpo. Las paredes de la iglesia son de tezontle, y sus portadas de una chiluca ya un tanto ennegrecida. La entrada, como es típico en este tipo de templos, es lateral, dando al norte mientras que el altar está al oriente de la iglesia. Son dos portadas las que posee, en cuyo remate se encuentra el escudo de España esculpido en piedra blanca. 
Una cúpula no muy alta da amplitud e iluminación al interior de la nave. Por fuera posee ventanas muy ornamentadas, mientras que por dentro está chapada en oro. Goza de un retablo neoclásico, en que se venera a la imagen titular. Mismo estilo poseen los retablos laterales. 
El estado de conservación del templo, si bien no está en condiciones críticas o clausurado, dista de ser bueno. Esto se debe a que la pintura se está cayendo a pedazos, cuando no está manchada de humedad. Además, la planta del templo está hundida bajo el nivel de la calle, siendo necesario bajar escalones para accesar, y además está más hundido de un lado que del otro, lo que se puede notar en los candelabros que del techo cuelgan.

## Capilla de la Concepción

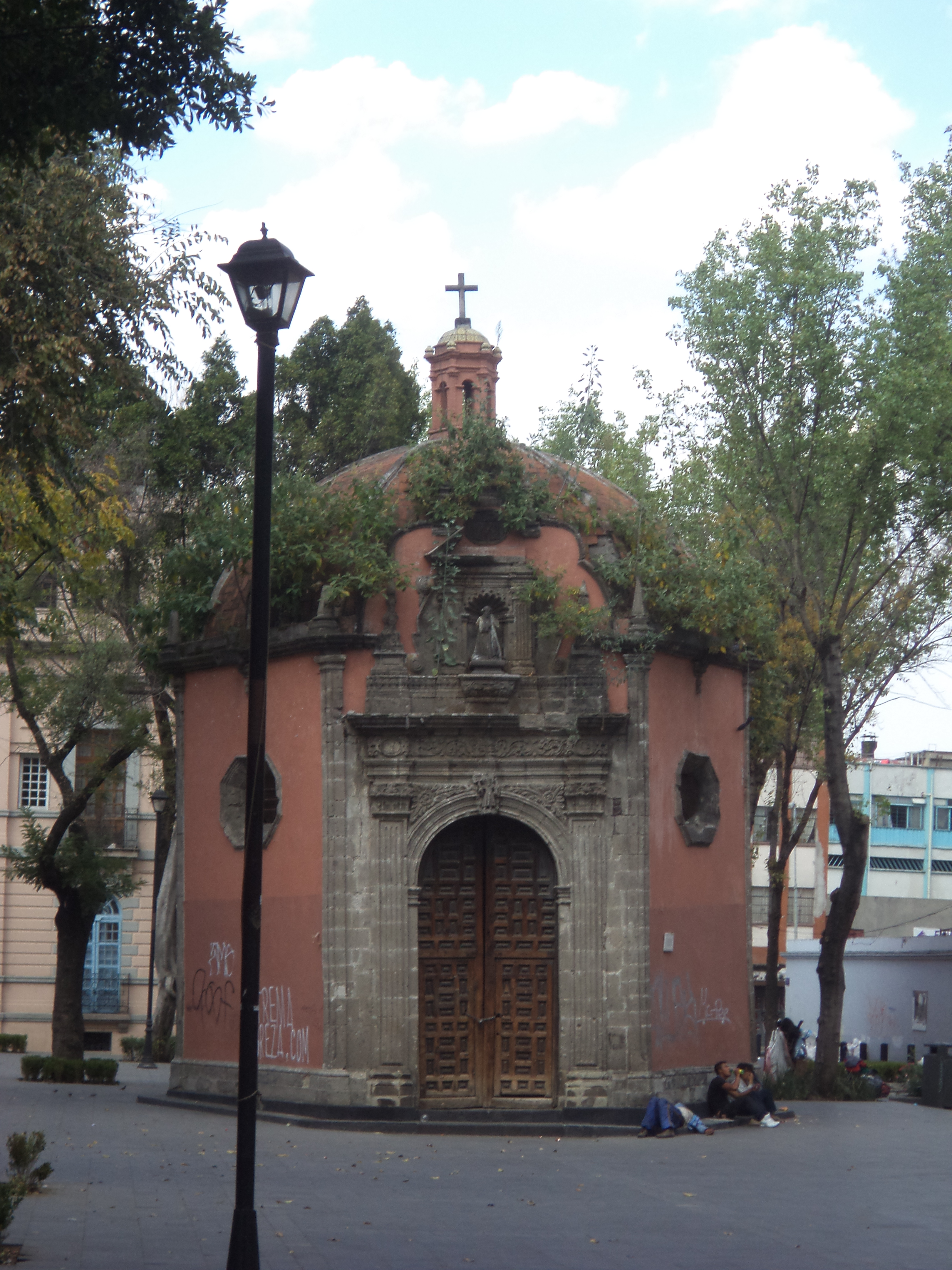
La capilla.

Frente a la entrada principal del templo, en la Plaza de la Concepción, existe una pequeña capilla hexagonal de estilo barroco nombrada de la misma forma que el convento y la plaza: la Capilla de la Concepción Cuepopan. De pequeñas proporciones, fue erigida en el siglo XVIII.